# Will Forte
Orville Willis Forte IV (IPA: ˈfˈɔːrteɪ,
Alameda, Kalifornia, 1970. június 17.) amerikai színész, humorista, producer.
2002-től 2010-ig a Saturday Night Live szereplőgárdájának tagja volt, leginkább innen ismert.

## Fiatalkora és tanulmányai
Orville Willis Forte IV a kaliforniai Alameda városában született 1970. június 17.-én. Anyja művész, korábban tanár volt, apja pedig bróker. Moragában nevelkedett, majd 13 évesen Lafayette-be költöztek. Korábban "Billy"-nek nevezte magát, de az iskolában csúfolták miatta, mivel lányok is viselik ezt a nevet. Ezután "Will"-nek kezdte szólítani magát. Saját magát úgy írta le, mint „nagyon boldog kisfiút, akinek a szülei csodálatosak voltak és igazán szeretetteljes légkört biztosítottak”.
Már gyerekkorában érdekelte a humor, olyan humoristákat tartott bálványainak, mint Peter Sellers, David Letterman és Steve Martin, valamint imádta a Saturday Night Live-ot is. Gyakran megtréfálta a szüleit, és felvette magát, ahogy kitalált rádióműsorokban szerepel. Eleinte nem humorista akart lenni, hanem amerikaifutballista.
„Közvetlen tini volt, sok baráttal”, az Acalanes High School úszó- és focicsapatának tagja. Ebben az iskolában érettségizett 1988-ban. Ezt követően a Kaliforniai Egyetem hallgatója lett, ahol a Lambda Chi Alpha testvériség tagja volt, és történelemből szerzett diplomát. Apja nyomdokaiba kívánt lépni, így bróker lett a Smith Barney Shearsonnál Beverly Hillsben, de "nyomorultul" érezte ott magát. Itt írt egy forgatókönyvet, és későbbi elbeszélése alapján felfedezte, hogy „jobban szeret írni, mint bármi mást, amit az életében tett”. Egyetemi évei alatt több bátorítást kapott, hogy humorizáljon, így erre a vonalra állította a karrierjét.

## Filmográfia

### Film
| Év   | Magyar cím                                         | Eredeti cím                                  | Szerep                     | Magyar hang           |
| ---- | -------------------------------------------------- | -------------------------------------------- | -------------------------- | --------------------- |
| 2004 | 80 nap alatt a Föld körül                          | Around the World in 80 Days                  | Bobby fiatalon             |                       |
| 2006 | Sörcsata                                           | Beerfest                                     | Otto                       | Mesterházy Gyula      |
| 2007 | A gyerekesek                                       | The Brothers Solomon                         | Dean Solomon               | Gáspár András         |
| 2008 | Bébi mama                                          | Baby Mama                                    | Scott                      |                       |
| 2009 |                                                    | The Slammin' Salmon                          | Horace                     |                       |
| 2009 |                                                    | Brief Interviews with Hideous Men            | 72. számú alany            |                       |
| 2009 |                                                    | Dry Cleaner                                  | Stefan Gucci               |                       |
| 2009 | Fanboys – Rajongók háborúja                        | Fanboys                                      | THX biztonsági őr          |                       |
| 2009 | Derült égből fasírt                                | Cloudy with a Chance of Meatballs            | Joe Towne (hangja)         | Borbiczki Ferenc      |
| 2010 | MacGruber                                          | MacGruber                                    | MacGruber                  | Rajkai Zoltán         |
| 2011 | Egy régi jó tivornya                               | A Good Old Fashioned Orgy                    | Glenn                      | Gubányi György István |
| 2012 |                                                    | Tim and Eric's Billion Dollar Movie          | Allen Bishopman            |                       |
| 2012 | Mindörökké Rock                                    | Rock of Ages                                 | Mitch Miley                |                       |
| 2012 | Apa ég!                                            | That's My Boy                                | Phil                       | Anger Zsolt           |
| 2012 | Apa ég!                                            | That's My Boy                                | Phil                       | Gubányi György István |
| 2012 | Kertvárosi kommandó                                | The Watch                                    | Bressman őrmester          | Rába Roland           |
| 2013 | Nagyfiúk 2.                                        | Grown Ups 2                                  | pomponfiú (cameo)          |                       |
| 2013 | A megfigyelő                                       | Run & Jump                                   | Ted                        | Dévai Balázs          |
| 2013 | Derült égből fasírt 2. – A második fogás           | Cloudy with a Chance of Meatballs 2          | Chester V (hangja)         | Mikó István           |
| 2013 | Született bűnözők                                  | Life of Crime                                | Marshall Taylor            | Rajkai Zoltán         |
| 2013 | Nebraska                                           | Nebraska                                     | David Grant                | Dévai Balázs          |
| 2014 | A Lego-kaland                                      | The Lego Movie                               | Abraham Lincoln (hangja)   | Csuha Lajos           |
| 2014 | Michelangelo and Lincoln: History Cops (rövidfilm) |                                              | Abraham Lincoln (hangja)   |                       |
| 2014 | 22 Jump Street – A túlkoros osztag                 | 22 Jump Street                               | foci kommentátor (hangja)  |                       |
| 2014 | Megőrjít a csaj                                    | She's Funny That Way                         | Joshua Fleet               | Görög László          |
| 2015 | Áss csodát!                                        | Don Verdean                                  | Fontaine lelkész           | Rába Roland           |
| 2015 |                                                    | Staten Island Summer                         | Griffith                   |                       |
| 2015 | Nevetséges hatos                                   | The Ridiculous 6                             | Will Patch                 |                       |
| 2015 |                                                    | Get Squirrely                                | Cody (hangja)              |                       |
| 2016 | Keanu: Macskaland                                  | Keanu                                        | Hulka                      | Seder Gábor           |
| 2016 | Popsztár: Soha ne állj le (a soha le nem állással) | Popstar: Never Stop Never Stopping           | dudajátékos (cameo)        |                       |
| 2017 | Életem Cukkiniként                                 | My Life as a Courgette                       | Mr. Paul (angol hangja)    | Szatory Dávid         |
| 2018 | Egy hiábavaló és ostoba gesztus                    | A Futile and Stupid Gesture                  | Doug Kenney                |                       |
| 2018 | Luis és a Zűrlények                                | Luis & the Aliens                            | Nag (angol hangja)         | Szabó Máté            |
| 2019 | A Lego-kaland 2.                                   | The Lego Movie 2: The Second Part            | Abraham Lincoln (hangja)   | Csuha Lajos           |
| 2019 |                                                    | Extra Ordinary                               | Christian Winter           |                       |
| 2019 | Éretlenségi                                        | Booksmart                                    | Doug Antsler               | Vida Péter            |
| 2019 | Jó srácok                                          | Good Boys                                    | Andrew Newman              | Miller Zoltán         |
| 2019 | Pénzmosó                                           | The Laundromat                               | a halálra ítélt Gringo     |                       |
| 2020 | A Willoughby testvérek kalandjai                   | The Willoughbys                              | Tim Willoughby (hangja)    | Kovács Lehel          |
| 2020 | Jó utat a tudatmódosítók világában!                | Have a Good Trip: Adventures in Psychedelics | önmaga                     |                       |
| 2020 | Scooby!                                            | Scoob!                                       | Bozont Rogers (hangja)     | Fekete Zoltán         |
| 2020 |                                                    | Drunk Bus                                    | Fred                       |                       |
| 2022 | Stúdió 666                                         | Studio 666                                   | Darren Sandelbaum          | Tárnok Csaba          |
| 2022 | Weird: Az Al Yankovic Sztori                       | Weird: The Al Yankovic Story                 | Ben Scotti                 |                       |
| 2023 | Ruby Gillman, tinikráken                           | Ruby Gillman, Teenage Kraken                 | Gordon Lighthouse (hangja) | Borbiczki Ferenc      |
| 2023 | Kivert kutyák                                      | Strays                                       | Doug                       | Géczi Zoltán          |
| 2024 | Thelma, az unikornis                               | Thelma the Unicorn                           | Otis (hangja)              | Simon Kornél          |
| 2025 | Majdnem terhes                                     | Kinda Pregnant                               | Josh                       | Görög László          |

### Televízió
| Év         | Magyar cím                              | Eredeti cím                                        | Szerep                                      | Megjegyzések                                                                   |
| ---------- | --------------------------------------- | -------------------------------------------------- | ------------------------------------------- | ------------------------------------------------------------------------------ |
| 1997       | David Letterman show                    | Late Show with David Letterman                     | hólapátos gyilkosság áldozata               | 1 epizód                                                                       |
| 2002–2010  | Saturday Night Live                     | Saturday Night Live                                | több szereplő                               | 157 epizód                                                                     |
| 2002–2024  |                                         | Clone High                                         | Abe Lincoln (hangja)                        | főszereplő                                                                     |
| 2006       |                                         | Campus Ladies                                      | Stuart                                      | 2 epizód                                                                       |
| 2006       | Firka Villa                             | Drawn Together                                     | Kirk Cameron (hangja)                       | 1 epizód                                                                       |
| 2006       |                                         | Aqua Teen Hunger Force                             | Alien (hangja)                              | 1 epizód                                                                       |
| 2007       |                                         | Flight of the Conchords                            | Ben                                         | 1 epizód                                                                       |
| 2007       |                                         | Tim and Eric Nite Live!                            | Emanuel Melly                               | 1 epizód                                                                       |
| 2007–2010  |                                         | Tim and Eric Awesome Show, Great Job!              | több szereplő                               | 6 epizód                                                                       |
| 2007–2012  | A stúdió                                | 30 Rock                                            | Tomas / Paul L'astnamé                      | 13 epizód                                                                      |
| 2008       |                                         | Young Person's Guide to History                    | Georges-Louis Leclerc de Buffon             | 1 epizód                                                                       |
| 2008–2010  | Így jártam anyátokkal                   | How I Met Your Mother                              | Randy Wharmpess                             | 2 epizód                                                                       |
| 2009       |                                         | Sit Down, Shut Up                                  | Stuart Proszakian (hangja)                  | 13 epizód                                                                      |
| 2009–2013  | A Cleveland-show                        | The Cleveland Show                                 | Wally Farquhare (hangja)                    | 22 epizód                                                                      |
| 2009–2015  | Amerikai fater                          | American Dad!                                      | több szereplő (hangja)                      | 6 epizód                                                                       |
| 2010       | Az élet és Tim                          | The Life & Times of Tim                            | Chipper (hangja)                            | 1 epizód                                                                       |
| 2010       | WWE RAW                                 | WWE RAW                                            | MacGruber                                   | 1 epizód                                                                       |
| 2010       | Halálosan komolytalan                   | Funny or Die Presents                              | Scott & Behr / alvó híresség                | 2 epizód                                                                       |
| 2010       |                                         | Squidbillies                                       | Tom Treebow                                 | 1 epizód                                                                       |
| 2010–2013  |                                         | Conan                                              | Ted Turner                                  | 14 epizód                                                                      |
| 2011       | Városfejlesztési osztály                | Parks and Recreation                               | Kelly Larson                                | 1 epizód                                                                       |
| 2011       | Allen Gregory                           | Allen Gregory                                      | Ian / Stuart Rossmyre / Sid Lampis (hangja) | 7 epizód                                                                       |
| 2011–2012  | Éjjel-nappal szülők                     | Up All Night                                       | Reed                                        | 3 epizód                                                                       |
| 2011–2015  | A liga                                  | The League                                         | Chuck                                       | 2 epizód                                                                       |
| 2012–2013  |                                         | Comedy Bang! Bang!                                 | Chet Barnsider / Felix Dewhurst             | 2 epizód                                                                       |
| 2012–2015  | Laborpatkányok                          | Lab Rats                                           | Eddie (hangja)                              | - 20 epizód - magyar hangja: - Minárovits Péter - Kapácsy Miklós               |
| 2012–2016  | Rejtélyek városkája                     | Gravity Falls                                      | Tyler Cutebiker (hangja)                    | 13 epizód                                                                      |
| 2013       | Tömény történelem                       | Drunk History                                      | Edwin Booth                                 | 1 epizód                                                                       |
| 2013–2014  |                                         | Kroll Show                                         | több szereplő                               | 3 epizód                                                                       |
| 2013–2018  | Bob burgerfalodája                      | Bob's Burgers                                      | Kurt / Mr. Grant (hangja)                   | 8 epizód                                                                       |
| 2014–2015  |                                         | The Awesomes                                       | Malocchio Jr. (hangja)                      | 10 epizód                                                                      |
| 2014–2022  | A Simpson család                        | The Simpsons                                       | Toot király (hangja)                        | 3 epizód                                                                       |
| 2015       | 7 nap a pokolban                        | 7 Days in Hell                                     | Sandy Pickard                               | tévéfilm                                                                       |
| 2015       | Holdfényváros                           | Moonbeam City                                      | Rad Cunningham (hangja)                     | - főszereplő - magyar hangja: - Barabás Kiss Zoltán                            |
| 2015–2018  | Az utolsó ember a Földön                | The Last Man on Earth                              | Philip Tandy "Phil" Miller                  | - főszereplő - alkotó, író és vezető producer - magyar hangja: - Király Attila |
| 2016       |                                         | Maya & Marty                                       | több szereplő                               | 1 epizód                                                                       |
| 2017       |                                         | Michael Bolton's Big, Sexy Valentine's Day Special | Michael Fulton                              | különkiadás                                                                    |
| 2017       | A gyógyszer útja                        | Tour de Pharmacy                                   | rendőr                                      | tévéfilm                                                                       |
| 2017       |                                         | Tim and Eric's Bedtime Stories                     | Will                                        | 1 epizód                                                                       |
| 2019       | Future Man                              | Future Man                                         | CASSIN-E (hangja)                           | 1 epizód                                                                       |
| 2019       | Menned kell! – Egy este Tim Robinsonnal | I Think You Should Leave with Tim Robinson         | öregember                                   | 1 epizód                                                                       |
| 2019       |                                         | Alien News Desk                                    | Drexx Drudlarr (hangja)                     | főszereplő                                                                     |
| 2019       |                                         | Crank Yankers                                      | önmaga (hangja)                             | 2 epizód                                                                       |
| 2020       |                                         | Who Wants to Be a Millionaire                      | önmaga (versenyző)                          | 2 epizód                                                                       |
| 2020       | A borzongató igazság                    | The Shivering Truth                                | Dustin Okus (hangja)                        | 1 epizód                                                                       |
| 2020       |                                         | Flipped                                            | Jann Melfi                                  | 11 epizód                                                                      |
| 2020       | Ziccerdobás                             | Hoops                                              | Dawa (hangja)                               | 1 epizód                                                                       |
| 2020–2022  |                                         | Late Night with Seth Meyers                        | Tenger kapitánya                            | 4 epizód                                                                       |
| 2021       |                                         | No Activity                                        | Dirk (hangja)                               | 7 epizód                                                                       |
| 2021       |                                         | MacGruber                                          | MacGruber                                   | főszereplő és vezető producer                                                  |
| 2021–2024  | Sweet Tooth: Az agancsos fiú            | Sweet Tooth                                        | Pubba                                       | - főszereplő - magyar hangja: - Görög László                                   |
| 2021–      | É-szakik                                | The Great North                                    | Wolf Tobin (hangja)                         | - főszereplő - magyar hangja: - Bozsó Péter                                    |
| 2021–2023  |                                         | HouseBroken                                        | Shel (hangja)                               | főszereplő                                                                     |
| 2022       |                                         | Saturday Night Live                                | önmaga                                      | 1 epizód                                                                       |
| 2022       | Az afterparti                           | The Afterparty                                     | önmaga                                      | 3 epizód                                                                       |
| 2022       |                                         | The Kids in the Hall                               | Aaron                                       | 1 epizód                                                                       |
| 2022       | Rick és Morty                           | Rick and Morty                                     | Eugene (hangja)                             | 1 epizód                                                                       |
| 2022, 2025 |                                         | Studio C                                           | önmaga                                      | 1 epizód                                                                       |
| 2023       | Scott Pilgrim rákapcsol                 | Scott Pilgrim Takes Off                            | Scott Pilgrim idősen (hangja)               | - 2 epizód - magyar hangja: - Molnár Levente                                   |
| 2023       |                                         | Krapopolis                                         | nadrágos férfi (hangja)                     | 1 epizód                                                                       |
| 2024       |                                         | Bodkin                                             | Gilbert Power                               | főszereplő                                                                     |
| 2024       | Azok a 90-es évek show                  | That '90s Show                                     | Kiefer                                      | 1 epizód                                                                       |
| 2024       | Szörnyecskék: A Mogwaiok titkai         | Gremlins: The Wild Batch                           | Az Alcatraz börtön parancsnoka (hangja)     | 1 epizód                                                                       |
| 2024–      | Virsliparty: Utápia                     | Sausage Party: Foodtopia                           | Jack (hangja)                               | - főszereplő - magyar hangja: - Fekete Zoltán                                  |
| 2025       | Nyerni vagy veszíteni                   | Win or Lose                                        | Dan (hangja)                                | - főszereplő - magyar hangja: - Barát Attila                                   |
| 2025       | A négy évszak                           | The Four Seasons                                   | Jack                                        | - főszereplő - magyar hangja: - Görög László                                   |